# Donat Müller (Zimmerer)
Donat Müller (* 28. Juli 1924 in Augsburg; † 22. Februar 2007) war ein deutscher Zimmermeister und Politiker.
Müller besuchte die Volksschule und die Handelsschule in Augsburg und machte danach die Lehre zum Zimmerer mit Gesellenprüfung. Nachdem er im Kriegsdienst tätig gewesen war, legte er 1950 die Meisterprüfung Zimmererhandwerk ab. Er wurde daraufhin Teilhaber im Zimmerei- und Schreinereibetrieb seines Vaters, wo er von 1957 auch persönlich haftender Gesellschafter war. Von 1958 bis 1982 war er Obermeister der Zimmerer-Innung Augsburg, von 1967 bis 1991 war er Präsident des Verbandes des Bayerischen Zimmerer- und Holzbaugewerbes, 1971 wurde er in den Bundesvorstand des Deutschen Zimmererhandwerks gewählt. Nachdem er 1979 zunächst Vizepräsident der Handwerkskammer für Schwaben wurde, übernahm er 1984 das Amt des Präsidenten. In dieser Position setzte er unter anderem auf die Errichtung des Schwäbischen Handwerkermuseums. Zudem war er von 1981 bis 1993 Präsident des Schwäbischen Raiffeisenbezirksverbandes, welcher 1989 im Genossenschaftsverband Bayern aufging. 1988 zog er in den Bayerischen Senat ein, in dem er die Gruppe des Handwerks vertrat. 1996 trat er vom Präsidentenamt der Handwerkskammer für Schwaben zurück, seitdem war er Ehrenpräsident. Am 22. Oktober 1996, bei seiner offiziellen Verabschiedung, überreichte man ihm die Goldene Ehrennadel des Bayerischen Handwerkstages. Am 13. Mai 1998 legte er sein Senatsmandat nieder, ebenso schied er aus dem Medienrat aus, dem er von 1992 an angehörte. Er war außerdem Vorsitzender eines Vereins zur Restaurierung des Goldenen Saals im Augsburger Rathaus.